# Mohamed Sarr
Mohamed Adamo Sarr (Dakar, 23 december 1983) is een Senegalese voormalige voetballer (verdediger). Hij speelde onder andere voor Treviso, AC Milan, Galatasaray, Standard Luik, Hércules CF, KRC Genk en OFI Kreta.

## Carrière
| Seizoen | Club                      | Land        | Competitie       | Wed. | Goals |
| ------- | ------------------------- | ----------- | ---------------- | ---- | ----- |
| 2001/02 | AC Milan                  | Italië      | Serie A          | 1    | 0     |
| 2002/03 | → Galatasaray SK (huur)   | Turkije     | Süper Lig        | 7    | 1     |
| 2002/03 | → AC Ancona (huur)        | Italië      | Serie C          | 0    | 0     |
| 2003/04 | → Atalanta Bergamo (huur) | Italië      | Serie B          | 6    | 0     |
| 2004/05 | → FC Vitorria (huur)      | Italië      | Serie C          | 29   | 0     |
| 2005/06 | Standard Luik             | België      | Eerste Klasse    | 12   | 0     |
| 2006/07 | Standard Luik             | België      | Eerste Klasse    | 31   | 0     |
| 2007/08 | Standard Luik             | België      | Eerste Klasse    | 24   | 0     |
| 2008/09 | Standard Luik             | België      | Eerste Klasse    | 19   | 1     |
| 2009/10 | Standard Luik             | België      | Eerste Klasse    | 25   | 0     |
| 2010/11 | Hércules CF               | Spanje      | Primera División | 2    | 0     |
| 2011/12 | KRC Genk                  | België      | Eerste Klasse    | 0    | 0     |
| 2012/13 | OFI Kreta                 | Griekenland | Super League     | 5    | 0     |
|         |                           |             | Totaal           | 164  | 2     |